# Raymond Colrat de Montrozier
Jean Marcel Raymond Colrat de Montrozier (Sarrazac, 10 de agosto de 1872 - París, 6 de noviembre de 1931) fue un periodista y explorador francés.

## Biografía
Provenía de una familia de la antigua burgesía francesa, de la región de Auvergne. Colrat participó en la misión comercial de Bonnel de Mézières que se desarrolló en los años 1898 y 1899. Desde Brazzaville partió en el vapor holandés Henriette, llegando a Bangui en agosto de 1898. Fue recibido por el doctor Joseph Briand, quien lo curó de las enfermedades que había contraído y con quien cazó por las regiones cercanas. Colrat remontó el curso del río Congo, siguió por el Ubangui y visitó los sultanatos de Mbomou, Bangassou, Rafaï y Zémio.
Colrat exploró el valle del río Chinko, atravesó la región de Bahr el Ghazal y el país de los nuer desde Tamboura hasta Fort-Desaix. Señaló que la gran riqueza de estas regiones eran sus recursos de caucho, almizcle e índigo. Su viaje condujo a la fundación de la Compagnie commerciale des Sultanats.
En 1903, realizó un viaje por Asia Central. Luego se dedicó al periodismo, siendo codirector del Courrier de Tunisie en 1908 y director de La Semaine en 1909.  Trabajó como corresponsal de guerra en 1911 en la región de Tripolitania.
Su libro, Deux ans chez les anthropophages et les sultans du Centre Africain [Dos años con los caníbales y los sultanes de África Cental], fue publicado en 1902.